# Premio al Jugador Más Valioso del Juego de Estrellas de las Grandes Ligas de Béisbol
El premio al Jugador Más Valioso (MVP) del Juego de Estrellas de las Grandes Ligas de Béisbol es un premio anual de las Grandes Ligas de Béisbol (MLB) que se otorga al jugador más destacado en el Juego de Estrellas de la MLB de cada año. Otorgado cada temporada desde 1962 (se llevaron a cabo dos juegos y se presentó un premio a cada ganador del juego en 1962), originalmente se llamó "Premio Arch Ward Memorial" en honor a Arch Ward, el hombre que concibió el Juego de Estrellas en 1933. El nombre del premio se cambió a "Trofeo del Comisionado" en 1970 (dos jugadores de la Liga Nacional (LN) recibieron el premio en 1975), pero este cambio de nombre se revirtió en 1985 cuando el Trofeo de la Serie Mundial pasó a llamarse Trofeo del Comisionado. Finalmente, el trofeo fue rebautizado como el Premio al Jugador Más Valioso de Ted Williams en 2002, en honor al exjugador de los Medias Rojas de Boston, Ted Williams, quien había muerto a principios de ese año. No se presentó ningún premio para el Juego de Estrellas de 2002, que terminó en empate. Por lo tanto, Garret Anderson de los Anaheim Angels fue el primer ganador del premio Ted Williams recién nombrado en 2003. El Jugador Más Valioso del Juego de Estrellas también recibe un vehículo Chevrolet, eligiendo entre dos autos.
A partir de 2018, los jugadores de la Liga Nacional han ganado el premio 27 veces (incluido un premio compartido por dos jugadores) y los jugadores de la Liga Americana (AL) lo han ganado 30 veces. Los jugadores de los Baltimore Orioles han ganado la mayor cantidad de premios para una sola franquicia (con seis); los jugadores de los Cincinnati Reds, Los Angeles Dodgers y los San Francisco Giants son los que más empatan en la Liga Nacional con cinco cada uno. Cinco jugadores han ganado el premio dos veces: Willie Mays (1963, 1968), Steve Garvey (1974, 1978), Gary Carter (1981, 1984), Cal Ripken, Jr. (1991, 2001) y Mike Trout (2014, 2015), convirtiéndose en el único jugador en ganar el premio en años consecutivos). El premio ha sido compartido por varios jugadores una vez; Bill Madlock y Jon Matlack compartieron el premio en 1975. Dos jugadores han ganado el premio por un juego en el que perdió su liga: Brooks Robinson en 1966 y Carl Yastrzemski en 1970. Un par de premiados eran padre e hijo (Ken Griffey Sr. y Ken Griffey Jr.), y otro eran hermanos (Roberto Alomar y Sandy Alomar Jr.). Tres jugadores han ganado el premio MVP en un partido jugado en su estadio local (Sandy Alomar Jr. en 1997, Pedro Martínez en 1999 y Shane Bieber en 2019).
Vladimir Guerrero Jr., de los Toronto Blue Jays, es el MVP más reciente del Juego de Estrellas de la MLB, y ganó el premio en 2021. Solo seis jugadores han ganado el premio al Jugador Más Valioso en su única aparición en el Juego de Estrellas; LaMarr Hoyt, Bo Jackson, J. D. Drew, Melky Cabrera, Eric Hosmer y Bieber. Solo los Chicago White Sox, los Detroit Tigers, los St. Louis Cardinals y los Washington Nationals (aparte de su predecesor los Montreal Expos) nunca han tenido un jugador que haya ganado el premio al Jugador Más Valioso del Juego de Estrellas.

## Ganadores

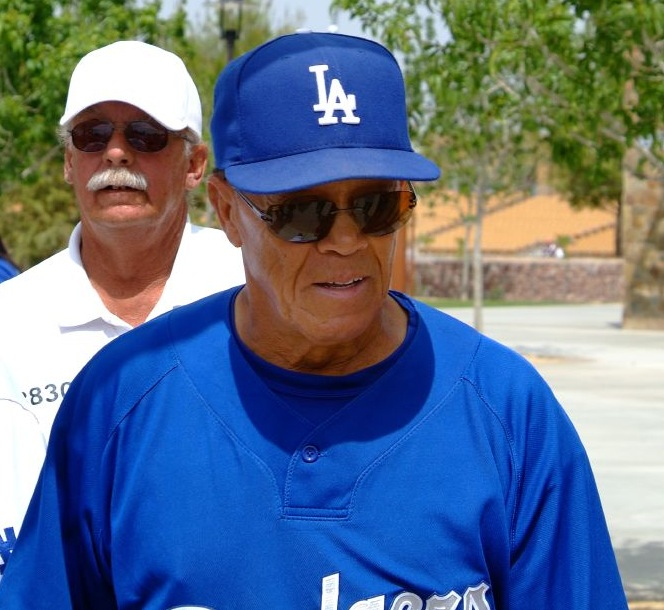
Maury Wills (NL) recibió el primer premio MVP del Juego de Estrellas cuando se jugaron dos Juegos de Estrellas y se entregaron dos premios (Leon Wagner-AL) como el "Premio Arch Ward Memorial" en 1962.

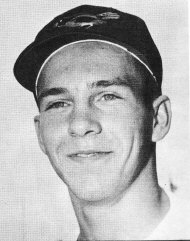
Brooks Robinson (AL) ganó el premio en 1966, la primera de las dos únicas veces que un jugador del equipo perdedor lo ha ganado.

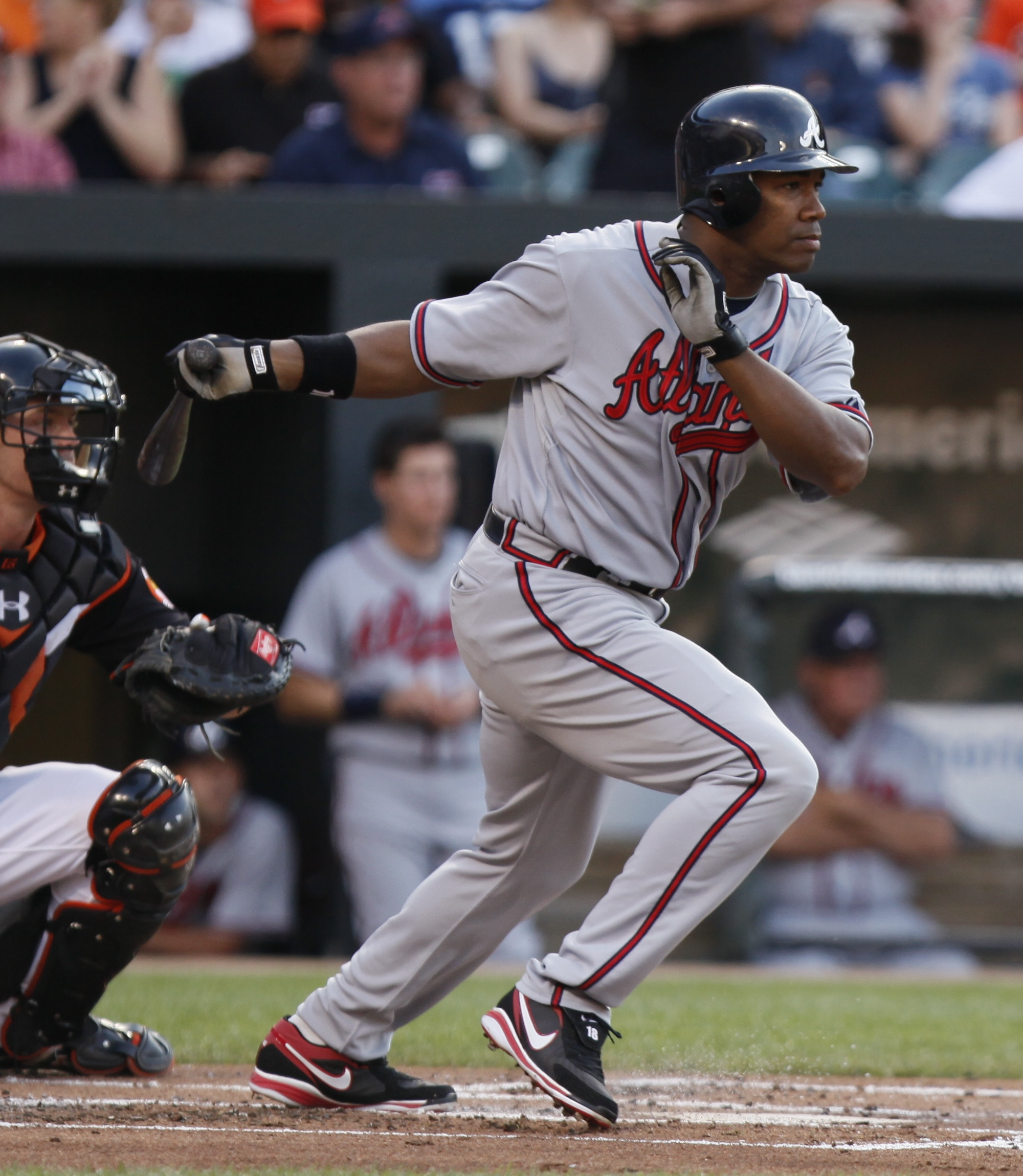
Garret Anderson (AL) ganó el premio en 2003, el primer año en que se presentó como el "Premio al Jugador Más Valioso de Ted Williams".

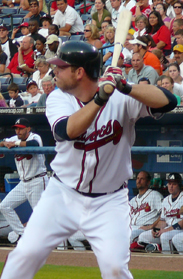
Brian McCann (NL) ganó el premio en 2010.

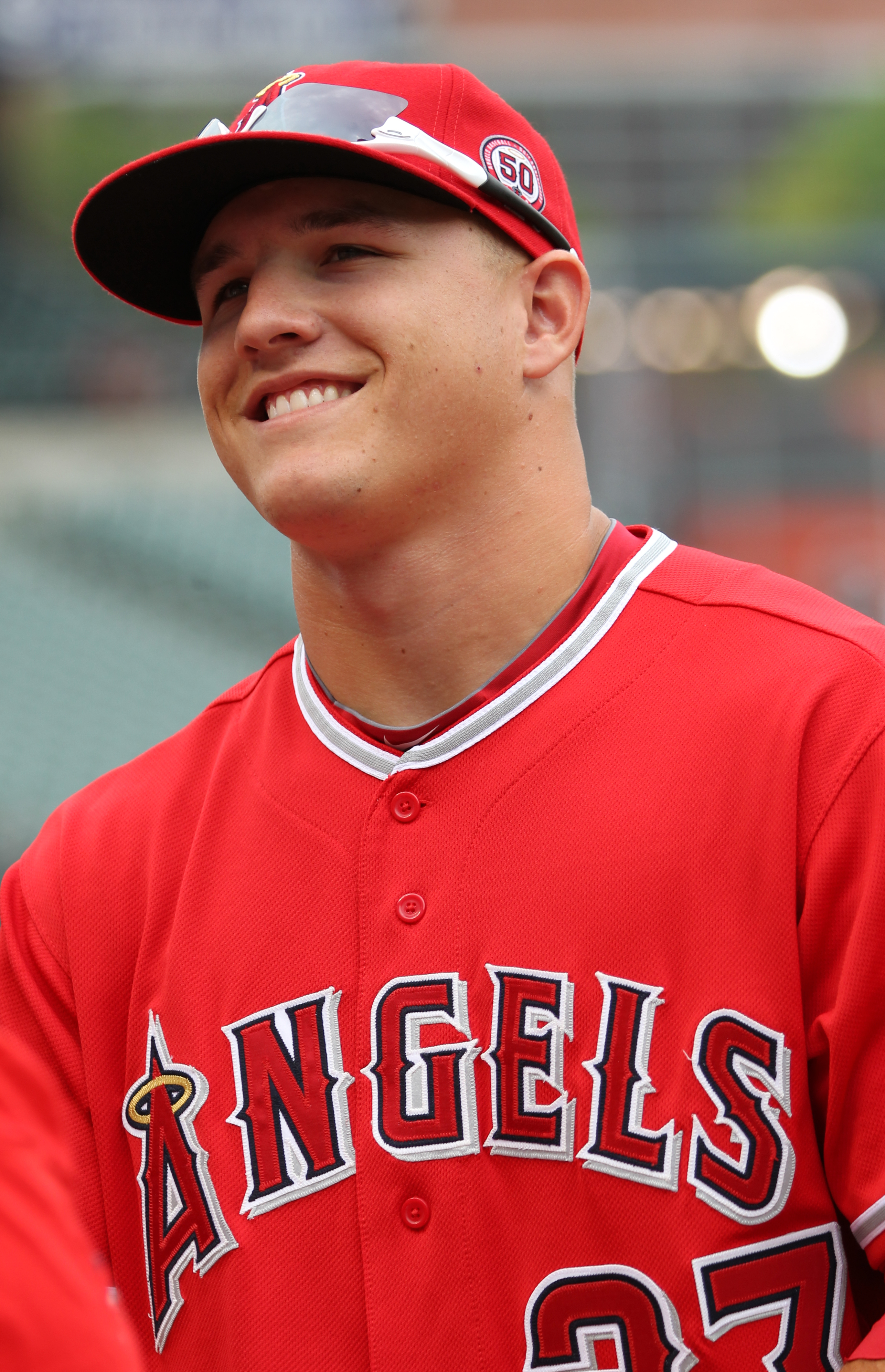
Mike Trout (AL) ganó el premio en 2014 and 2015.

| Año         | Juego de Estrellas de las Grandes Ligas                      |
| Jugador (X) | Denota el número de veces que el jugador ha ganado el premio |
| dagger      | Miembro del Salón de la Fama del Béisbol                     |
| ^           | Denota jugador que está activo                               |
| *           | Denota años en que el premio ha sido compartido              |

| Año   | Jugador                                      | Equipo                                       | Liga                                         | Posición                                     |
| ----- | -------------------------------------------- | -------------------------------------------- | -------------------------------------------- | -------------------------------------------- |
| 1962  | Maury Wills                                  | Los Angeles Dodgers                          | Liga Nacional                                | Campocorto                                   |
| 1962  | Leon Wagner                                  | Anaheim Angels                               | Liga Americana                               | Jardinero izquierdo                          |
| 1963  | Willie Mays                                  | San Francisco Giants                         | Liga Nacional                                | Jardinero central                            |
| 1964  | Johnny Callison                              | Philadelphia Phillies                        | Liga Nacional                                | Jardinero derecho                            |
| 1965  | Juan Marichal                                | San Francisco Giants                         | Liga Nacional                                | Pitcher                                      |
| 1966  | Brooks Robinson                              | Baltimore Orioles                            | Liga Americana                               | Tercera base                                 |
| 1967  | Tony Pérez                                   | Cincinnati Reds                              | Liga Nacional                                | Tercera base                                 |
| 1968  | Willie Mays (2)                              | San Francisco Giants                         | Liga Nacional                                | Jardinero central                            |
| 1969  | Willie McCovey                               | San Francisco Giants                         | Liga Nacional                                | Primera base                                 |
| 1970  | Carl Yastrzemski                             | Boston Red Sox                               | Liga Americana                               | Jardinero central/Primera base               |
| 1971  | Frank Robinson                               | Baltimore Orioles                            | Liga Americana                               | Jardinero derecho                            |
| 1972  | Joe Morgan                                   | Cincinnati Reds                              | Liga Nacional                                | Segunda base                                 |
| 1973  | Bobby Bonds                                  | San Francisco Giants                         | Liga Nacional                                | Jardinero derecho                            |
| 1974  | Steve Garvey                                 | Los Angeles Dodgers                          | Liga Nacional                                | Primera base                                 |
| 1975* | Bill Madlock                                 | Chicago Cubs                                 | Liga Nacional                                | Tercera base                                 |
| 1975* | Jon Matlack                                  | New York Mets                                | Liga Nacional                                | Pitcher                                      |
| 1976  | George Foster                                | Cincinnati Reds                              | Liga Nacional                                | Jardinero izquierdo                          |
| 1977  | Don Sutton                                   | Los Angeles Dodgers                          | Liga Nacional                                | Pitcher                                      |
| 1978  | Steve Garvey (2)                             | Los Angeles Dodgers                          | Liga Nacional                                | Primera base                                 |
| 1979  | Dave Parker                                  | Pittsburgh Pirates                           | Liga Nacional                                | Jardinero derecho                            |
| 1980  | Ken Griffey, Sr.                             | Cincinnati Reds                              | Liga Nacional                                | Jardinero derecho                            |
| 1981  | Gary Carter                                  | Montreal Expos                               | Liga Nacional                                | Catcher                                      |
| 1982  | Dave Concepción                              | Cincinnati Reds                              | Liga Nacional                                | Campocorto                                   |
| 1983  | Fred Lynn                                    | California Angels                            | Liga Americana                               | Jardinero central                            |
| 1984  | Gary Carter (2)                              | Montreal Expos                               | Liga Nacional                                | Catcher                                      |
| 1985  | LaMarr Hoyt                                  | San Diego Padres                             | Liga Nacional                                | Pitcher                                      |
| 1986  | Roger Clemens                                | Boston Red Sox                               | Liga Americana                               | Pitcher                                      |
| 1987  | Tim Raines                                   | Montreal Expos                               | Liga Nacional                                | Jardinero izquierdo                          |
| 1988  | Terry Steinbach                              | Oakland Athletics                            | Liga Americana                               | Catcher                                      |
| 1989  | Bo Jackson                                   | Kansas City Royals                           | Liga Americana                               | Jardinero izquierdo                          |
| 1990  | Julio Franco                                 | Texas Rangers                                | Liga Americana                               | Segunda base                                 |
| 1991  | Cal Ripken Jr.                               | Baltimore Orioles                            | Liga Americana                               | Campocorto                                   |
| 1992  | Ken Griffey Jr.                              | Seattle Mariners                             | Liga Americana                               | Jardinero central                            |
| 1993  | Kirby Puckett                                | Minnesota Twins                              | Liga Americana                               | Jardinero central                            |
| 1994  | Fred McGriff                                 | Atlanta Braves                               | Liga Nacional                                | Primera base                                 |
| 1995  | Jeff Conine                                  | Florida Marlins                              | Liga Nacional                                | Jardinero izquierdo                          |
| 1996  | Mike Piazza                                  | Los Angeles Dodgers                          | Liga Nacional                                | Catcher                                      |
| 1997  | Sandy Alomar Jr.                             | Cleveland Indians                            | Liga Americana                               | Catcher                                      |
| 1998  | Roberto Alomar                               | Baltimore Orioles                            | Liga Americana                               | Segunda base                                 |
| 1999  | Pedro Martínez                               | Boston Red Sox                               | Liga Americana                               | Pitcher                                      |
| 2000  | Derek Jeter                                  | New York Yankees                             | Liga Americana                               | Campocorto                                   |
| 2001  | Cal Ripken Jr. (2)                           | Baltimore Orioles                            | Liga Americana                               | Campocorto/Tercera base                      |
| 2002  | —                                            | —                                            | —                                            | —                                            |
| 2003  | Garret Anderson                              | Anaheim Angels                               | Liga Americana                               | Jardinero izquierdo                          |
| 2004  | Alfonso Soriano                              | Texas Rangers                                | Liga Americana                               | Jardinero izquierdo                          |
| 2005  | Miguel Tejada                                | Baltimore Orioles                            | Liga Americana                               | Campocorto                                   |
| 2006  | Michael Young                                | Texas Rangers                                | Liga Americana                               | Campocorto                                   |
| 2007  | Ichiro Suzuki                                | Seattle Mariners                             | Liga Americana                               | Jardinero central                            |
| 2008  | J. D. Drew                                   | Boston Red Sox                               | Liga Americana                               | Jardinero derecho                            |
| 2009  | Carl Crawford                                | Tampa Bay Rays                               | Liga Americana                               | Jardinero izquierdo                          |
| 2010  | Brian McCann                                 | Atlanta Braves                               | Liga Nacional                                | Catcher                                      |
| 2011  | Prince Fielder                               | Milwaukee Brewers                            | Liga Nacional                                | Primera base                                 |
| 2012  | Melky Cabrera^                               | San Francisco Giants                         | Liga Nacional                                | Jardinero central                            |
| 2013  | Mariano Rivera                               | New York Yankees                             | Liga Americana                               | Pitcher                                      |
| 2014  | Mike Trout^                                  | Los Angeles Angels of Anaheim                | Liga Americana                               | Outfielder                                   |
| 2015  | Mike Trout^ (2)                              | Los Angeles Angels of Anaheim                | Liga Americana                               | Outfielder                                   |
| 2016  | Eric Hosmer^                                 | Kansas City Royals                           | Liga Americana                               | Primera base                                 |
| 2017  | Robinson Canó^                               | Seattle Mariners                             | Liga Americana                               | Segunda base                                 |
| 2018  | Alex Bregman^                                | Houston Astros                               | Liga Americana                               | Tercera base                                 |
| 2019  | Shane Bieber^                                | Cleveland Indians                            | Liga Americana                               | Pitcher                                      |
| 2020  | Juego Cancelado por la pandemia de COVID-19. | Juego Cancelado por la pandemia de COVID-19. | Juego Cancelado por la pandemia de COVID-19. | Juego Cancelado por la pandemia de COVID-19. |
| 2021  | Vladimir Guerrero Jr.^                       | Toronto Blue Jays                            | Liga Americana                               | Primera base                                 |
| 2022  | Giancarlo Stanton^                           | New York Yankees                             | Liga Americana                               | Jardinero izquierdo                          |
| 2023  | Elías Díaz^                                  | Colorado Rockies                             | Liga Nacional                                | Receptor                                     |
| 2024  | Jarren Durán^                                | Boston Red Sox                               | Liga Americana                               | Jardinero izquierdo                          |

## Nota
1. 1 2  Two All-Star games were played in 1962.[1]
2. ↑  The 1975 award was shared by two players.[4]
3. ↑  Ripken was elected as an American League All-Star at third base in 2001 but had spent the vast majority of his career at shortstop. Ripken had announced earlier that year that he would retire and Alex Rodriguez, the American League's starting shortstop, switched fielding positions with Ripken in the first inning as homage.[9]
4. ↑  A winner was not chosen in 2002, when the game ended in a tie.[2] Fox broadcasters Joe Buck and Tim McCarver stated that if the National League won, Damian Miller would be named MVP, and if the American League won, Paul Konerko would be named.
5. ↑  The award was not given out as the game was cancelled due to the COVID-19 pandemic.